# Метлица обыкновенная
Метли́ца обыкнове́нная, или Метлица полевая (лат. Apéra spíca-vénti) — однолетний злак, типовой вид рода Метлица (Apera).
Широко распространённое сорное растение в посевах зерновых.

## Ботаническое описание
Широко распространённый сорняк-антропохор, часто встречается в посевах зерновых культур. Евросибирско-средиземноморский вид, занесённый во многие регионы мира.

## Химический состав
Содержит 9,1 % протеина, 1,7 % жира, 36,1 % клетчатки, 44,8 БЭВ, 8,3 % золы.

## Значение и применение
Скот поедает только молодые побеги. 
Цветами окрашивали шерсть в зелёный цвет.

## Таксономия

### Синонимы
- Agraulus anemagrostoides Trin., 1821
- Agrostis anemagrostis Syme, 1873, nom. superfl.
- Agrostis anemagrostis subsp. spica-venti (L.) Syme, 1873
- Agrostis anemagrostoides Trin., 1821
- Agrostis effusa Spreng., 1824, nom. superfl.
- Agrostis filiformis Vill., 1787
- Agrostis gracilis Salisb., 1796, nom. superfl.
- Agrostis purpurea Gaudin, 1811
- Agrostis spica-venti L., 1753basionym
- Agrostis ventosa Dulac, 1867, nom. superfl.
- Anemagrostis spica-venti (L.) Trin., 1820
- Apera effusa Gray, 1821
- Apera longiseta Klokov, 1950
- Apera maritima Klokov, 1950
- Apera purpurea (Gaudin) P.Beauv., 1812
- Avena spica-venti (L.) Scop., 1777
- Festuca spica-venti (L.) Raspail, 1825
- Milium spica-venti (L.) Lag., 1816
- Muhlenbergia spica-venti (L.) Trin., 1845
- Trichodium filiforme (Vill.) Spreng., 1813